# 中谷美結
中谷 美結（なかたに みゆ、1991年11月30日 - ）は、日本のAV女優。

## 略歴・人物
趣味・特技はそろばん。

## 出演作品

### アダルトビデオ
2013年
- 痴漢されているコトを親友に気付かれたくない一心で声を押し殺す制服潮浴び娘（4月2日、プレステージ） 他出演:葛木りむ、野口まりや、源すず
- しろ〜と(；´瓜｀)まん娘 09 仮名）田中美雪・20歳（4月11日、プレステージ）
- ロリータ性感オイルエステ 10（4月11日、アイエナジー）
- 街角美少女を、本気でヤッちゃいました。Vol.10（4月19日、プレステージ）他出演:仲間直緒、柚希あず、神田りる、羽生稀、杉崎ななみ、悠月れい、川島さな
- 「真面目な女ほどヤること凄い！清楚なフリして本当はスケベな肉食看護師に睡眠薬で寝かされている間にヤられた」 VOL.3（4月25日、DANDY）他出演:杉崎杏梨、小倉もも、大槻ひびき
- 「なんで使い方がわかったの？」私の隠していた電マ（妻に使用）が娘に見つかった！娘はHな使い方を知らず、ただのマッサージ器と思っているのでひと安心していたらお泊まり会で友だちと偶然Hな使い方を発見。未知なる快感で電マでオナニーが病みつきに。（4月25日、Hunter）
- 素人隙まん娘 12（5月01日、プレステージ）
- ロリ専科 制服幼●と性癖異常者のSEX（5月03日、グレイズ）
- まわりは全部仕掛人！崖っぷちアイドルを「怖いほど当たる占い師の体験レポート」と騙し、事前に入手した個人情報を使って占いを100％的中させ洗脳！インチキ占い師の言葉を信じ込んだアイドルにセクハラ三昧！最後はセックスまでしちゃいました。（5月09日、Apache）
- 羞恥 男女混合発育身体測定（5月09日、サディスティックヴィレッジ）他出演:椎名みゆ、荻原くるみ、川崎ゆい、安達柚奈、荒木まい
- 姉妹レズビアン 放課後のイケない遊び みあ＊ゆい（5月10日、First Star）他出演:夏来みあ（重盛ひと美）
- 絶滅寸前！？激ウブちゃんナンパ 今時珍しい男好みな清純派乙女を硬派に口説く（5月10日、ホットエンターテイメント）
- バレたら退学必至!現役女子大生のキケンすぎるバイト3（5月10日、S級素人）
- イタズラ兄さんは従姉妹に大人の玩具をお土産で買ってあげました。もうお兄ちゃんのスケベ（5月23日、SWITCH）
- 清純派女優・中谷美結が90分以上かけて足の指からアナルの襞まで舐め尽してくれる風俗店があった!!（6月01日、プレステージ）
- 15周年記念 マジックミラー便 3分前まで現役女子高生！卒業式直後のオキテ破りナンパ!!日本中のNo.1高校厳選スペシャル!!ALL新作撮り下ろし!!総勢30人! 本番JK11人!!2枚組8時間40分（6月20日、ディープス）
- 京都なまりのある妻の連れ子 お父さん教えて 逆夜這い（6月21日、グレイズ）
- 隣の少女 毛の無いワレメ 騙されやすい子 みゆ（6月21日、グレイズ）
- 私達､仕事帰りに乱交をしてしまいました｡（7月01日、ZUKKON BAKKON）
- あにめっくす 前夜祭 ～変態さんと笑わない娘。～（7月05日、グレイズ）
- 寝取られ夜行バス中出し夜這い～上司の妻、息子の嫁、友達の彼女、兄貴の嫁～（7月06日、V&Rプロダクツ）
- TeenHunt #011 in 静岡（7月07日、桃太郎映像出版）
- 田舎のバス停にいる純な女子校生に、ぱつんぱつんパンツのモッコリチ○コを見せつけたら、実はHに興味津々でこっそりチ○コをさわってきた！（7月18日、SODクリエイト）
- 家庭内 父子性教育わいせつ映像（7月19日、グレイズ）
- 小悪魔マッサージで感じちゃった僕。その3 (7月25日、アロマ企画)他出演:麻宮玲、佐山あづみ、永瀬あき
- 教え子の女子柔道部員にセクハラする教育者の強姦盜撮 (8月01日、変態紳士倶楽部)
- 未体験 丸見え映像！！～三人のツルンとパイパン女子校生～ (8月02日、グレイズ)
- 金曜日終電で泥酔・熟睡したOLたちのマ○コはいつも以上に火照ってトロトロに発情し中出しを欲している(8月08日、Ｖ＆Ｒプロダクツ)
- ロリ専科 キミだけに語りかけ ロリっ娘20人 オマ○コぴちゃぴちゃ指入れ自畫撮りオナニー4時間DX7 (8月16日、グレイズ)
- 湯あがりぺちゃぱいバスタイム2 ○女、パイパン、貧乳、黒髪まるっと8時間2枚組(8月16日、幼獄LiTE)他出演:大原友美、上原亜衣、初芽里奈ありさ、夏來みあ、京野ななか
- 自主制作 小●生 中出し レイプ (8月16日、グレイズ)
- ユニットバスで姪っ子が入浴中だけど小便が我慢できない！！仕方なく隣でしてたらチ○ポを見られ『洗ってあげよっか？』と禁断の発情 (8月22日、ナチュラルハイ)他出演:蒼乃ミク、美月桃歌、斉木ゆあ
- だれでもトイレ (8月23日、BALTAN)
- 小悪魔JK 大膽パンチラコレクション No7 (8月25日、アロマ企画)他出演:立花さや、上原亜衣、夏目優希、蒼乃ミク、佐山あづみ
- パイパン純情JK 中谷美結 (9月06日、クリスタル映像)
- 中谷美結 総集編 4時間 (9月20日、グレイズ)
- 素人○○ータ生中出し001 みゆ (9月30日、プラム)
- ガードゆるゆる素人娘8時間 (10月01日、MAGIC)
- JKチアガール No19 (10月04日、クリスタル映像)
- 素人限定 TOKYO街角美少女スナップ 15人 (10月04日、桃太郎映像)
- センズリ鑑賞会15 恥じらい素人娘に見せつけちゃいました (10月10日、ホットエンターテイメント)
- みゆう (10月13日、無垢)
- 私のオナニー見てください 自撮り語りかけオナニー (10月18日、セックスエージェント)他出演:雪本芽衣、美月優芽、平山薫、八重いろは、篠田あさみ、尾上ライナ、伊藤ユリエ
- 見つめながらのディープスロート (10月18日、セックスエージェント)他出演:琥珀うた、羽田桃子、石倉えいみ、鈴音りおな、エリカ、能世愛香
- あどけな○女達の夏の思い出SP ゲスな大人達によってたかってハメまくられ4時間 (10月19日、キチックス)
- まる見えパイパン美少女 10人 モリマン・ツルマン・パックリマン (11月07日、桃太郎映像)
- 喉奥突き刺し唾液極垂れディープイラマチオ No2 (11月15日、セックスエージェント)他出演:美月優芽、麻生ゆう、藤田梨愛、芹野莉奈、八重いろは、浅倉結衣、篠田あさみ

2014年
- 妄想小○生 某レンタルDVD店員 みゆ(01月01日、AV)
- 殘虐四姉妹物語(08月07日、アタッカーズ)他出演:工藤美紗、蒼井さくら、佐々木奈々

### イメージビデオ
2013年
- CINDERELLA (7月22日、@factory)
- とっても可愛いワレメちゃん 渡辺真由美 (8月13日、渋谷書店.com)
- 撫物語 (8月18日、@factory)
- 淫欲催眠 (8月24日、@factory)
- えろやみ (9月28日、@factory)